# Пероксинитрит

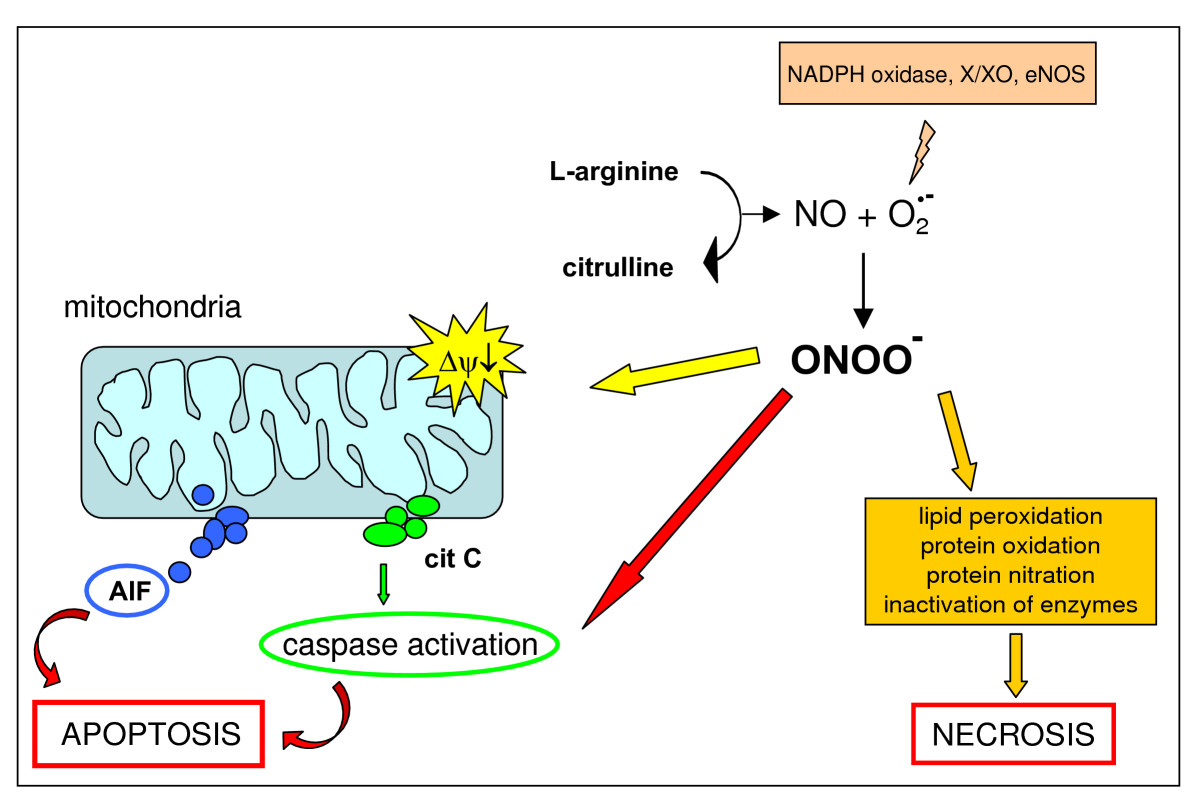
Под воздействием пероксинитрита клетки отмирают либо совершают апоптоз.

Пероксинитрит — анион, имеющий формулу ONOO−. Он образуется в результате реакции перекиси водорода с нитрит-ионом:
{\displaystyle {\mathsf {H_{2}O_{2}+NO_{2}^{-}\rightarrow ONOO^{-}+H_{2}O}}}
Пероксинитрит является сильным окислителем. Благодаря своим свойствам он способен вызывать повреждения широкого спектра молекул в клетке, в том числе ДНК и белков. Образование пероксинитрита in vivo происходит в результате взаимодействия супероксид-иона и оксида азота:
{\displaystyle {\mathsf {O_{2}^{-}\cdot +NO\cdot \rightarrow ONOO^{-}}}}

## Взаимодействие с диоксидом углерода
ONOO− реагирует с диоксидом углерода с образованием нитрозопероксикарбоната (ONOOCO2−). Данная реакция является преобладающим путём катаболизма пероксинитрита. Нитрозопероксикарбонат подвергается деградации с образованием карбоната и диоксида азота.